# Байбузівська загальноосвітня школа
Ба́йбузівська загальноосвітня школа І-ІІІ ступенів — загальноосвітній заклад, що розташований у селі Байбузи Черкаського району Черкаської області.

## Історія
Перша школа у селі Байбузи була відкрита 1861 року і мала статус церковно-парафіяльної. 1913 року вона була перетворена у чотирикласну школу, у середині 1930-х роках — семирічну. Тоді ж була закрита сільська церква і школа зайняла її будівлю. 1972 року навчальний заклад переїхав до нової будівлі.

## Структура
Навчальний заклад має 16 навчальних кабінетів, спортивний і тренажерний зали, бібліотеку, кімнату школяра, їдальню та комп'ютерний клас. При школі діє дитячо-юнацька організація «Вільшани».